# 圖舍賓
50°35′55″N 25°50′16″E / 50.59861°N 25.83778°E
圖舍賓（烏克蘭語：Тушебин），是烏克蘭西北部的村莊，隸屬里夫內州的杜布諾區。該村面積6.58平方公里，海拔高度229米，2001年人口244，人口密度每平方公里37.1人。